# Ленино (Добрушский район)
Ленино (бел. Ле́ніна) — агрогородок в Ленинском сельсовете Добрушского района Гомельской области Республики Беларусь. Административный центр Ленинского сельсовета.

## География

### Расположение
В 40 км на юг от районного центра Добруш, 1 км от железнодорожной станции Круговец, в 60 км от Гомеля. В 1 км от границы с Россией.

### Гидрография
В агрогородке расположен пруд Сизовка. На месте пруда ранее протекала одноимённая река.

## Транспортная система
Транспортная связь по просёлочной дороге, затем по автодороге Тереховка — Гомель. В деревне 158 жилых домов (2004 год). Планировка состоит из 3-х параллельных прямолинейных улиц, с ориентацией с юго-востока на северо-запад, соединённых переулками. Застройка двухсторонняя, деревянными домами усадебного типа. В 1986 году построены кирпичные дома на 100 семей, в которых были переселены жители с загрязнённых после катастрофы на Чернобыльской АЭС территорий.

## Экология и природа
Возле деревни находится месторождение формовочных и стеклянных песков. Ориентировочные запасы 52 млн т.

## История

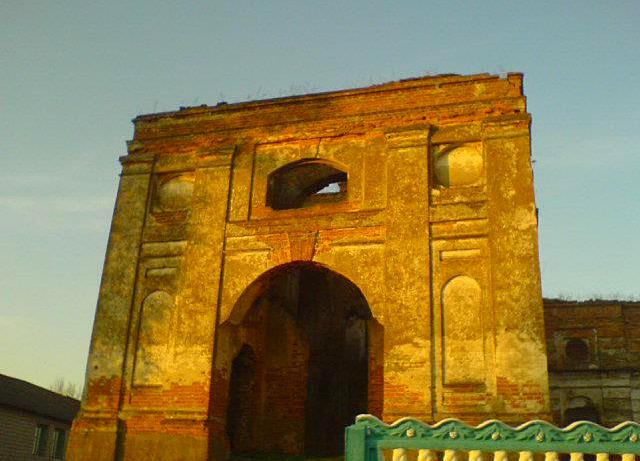
Разрушенная церковь в Ленино. С высоты имеет форму креста.

В 3 км на юго-восток от деревни археологами обнаружено городище. Эта находка свидетельствует о заселении этих мест с давних времён.
По письменным источникам деревня известна с XVIII века как деревня Речицкого повета Минского воеводства Великого княжества Литовского. После 1-го раздела Речи Посполитой (1772 год) в составе Российской империи. В 1775 году деревня находилась во владении фельдмаршала графа П. А. Румянцева-Задунайского. С 1834 года владение фельдмаршала графа И. Ф. Паскевича. В 1788 году в Белицком уезде Могилёвской губернии. В 1796 году в Хоминской экономии Гомельского имения. В 1827 году село, часть его принадлежала графу Завадскому. В 1848 году действовала Свято-Николаевская церковь (ремонтировалась в 1865 году). С 1860 года работала мастерская по обработке шкур. В 1881 году село являлось центром Поповской, а после Ленинской волости (до 9 мая 1923 года). В состав волости входило 12 населённых пунктов с 1385 дворами. В 1890 году работали хлебозапасный магазин, народное училище (работало с 1869 года). В училище в 1889 году обучалось 89 мальчиков и 6 девочек. В 1897 году действовали церковь, 3 хлебозапасных магазина, 2 лавки, корчма. Рядом находился одноимённый фольварк.
В июне 1919 года организован сельскохозяйственный кооператив. В 1926 году действовало почтовое отделение, 7-летняя и начальная школы, изба-читальня, лечебный пункт.
С 8 декабря 1926 года в составе Белорусской ССР, центр Ленинского сельсовета Краснобудского, с 4 августа 1927 года Тереховского, с 25 декабря 1962 года Добрушского районов Гомельского округа, с 20 февраля 1938 года Гомельской области.
В 1929 году организован колхоз «Красный ударник». В деревне работали швейная артель, 4 ветряные мельницы, конная круподробилка.
Во время Великой Отечественной войны оккупанты в сентябре 1943 года сожгли 397 дворов и убили 20 мирных жителей. В бою за деревню погибло 16 советских солдат и 3 партизана, которые похоронены в братской могиле в центре деревни. Освобождена 25 сентября 1943 года. В память о погибших в 1963 году в центре деревни установлена скульптура воина и разбит мемориальный парк.
В 1959 году центр колхоза имени В. И. Ленина. Размещены и работают фабрика по добыче и обогащению кварцевых песков, комбинат бытового обслуживания, средняя школа, Дом культуры, библиотека, фельдшерско-акушерский пункт, детский сад-ясли, отделение связи, столовая, 2 магазина.
В 2009 году деревня Ленино преобразована в агрогородок Ленино.

## Население

### Численность
- 2019 год — 646 жителей

### Динамика
- 1788 год — 101 житель
- 1816 год — 87 дворов
- 1834 год — 96 дворов, 487 жителей
- 1848 год — 250 дворов
- 1881 год — 306 дворов, 1846 жителей
- 1897 год — 355 дворов, 2314 жителей (согласно переписи)
- 1909 год — 377 дворов, 2561 житель
- 1926 год — 448 дворов
- 1940 год — 497 дворов
- 1959 год — 1230 жителей (согласно переписи)
- 1999 год — 868 жителей (перепись населения)
- 2004 год — 334 двора, 782 жителя
- 2009 год — 742 жителей (перепись населения)[4]
- 2019 год — 646 жителей (перепись населения)

## Культура

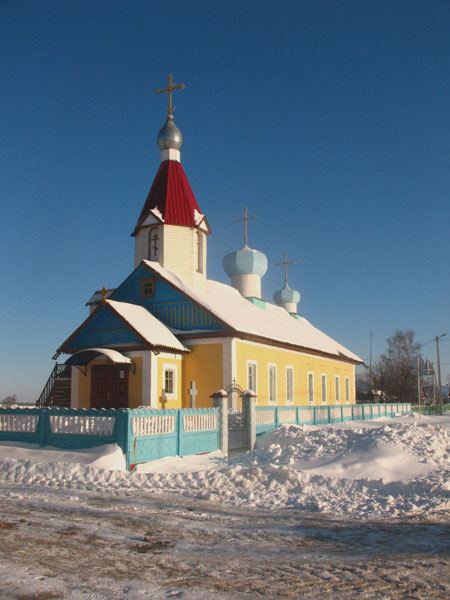

- Дом культуры

## Достопримечательность
- Руины церкви (XVIII в.) —  Историко-культурная ценность Республики Беларусь, шифр 313Г000264.
- Городище периода раннего железного века (1-е тыс. до н. э. — 1-е тыс. н. э.), 4 км от аг. Ленино, на левом берегу реки, урочище Городок —  Историко-культурная ценность Республики Беларусь, шифр 313В000265.
- Братская могила (1943) —  Историко-культурная ценность Республики Беларусь, шифр 313Д000266.
- Храм святителя Николая Чудотворца.